# خان الخليلي (رواية)

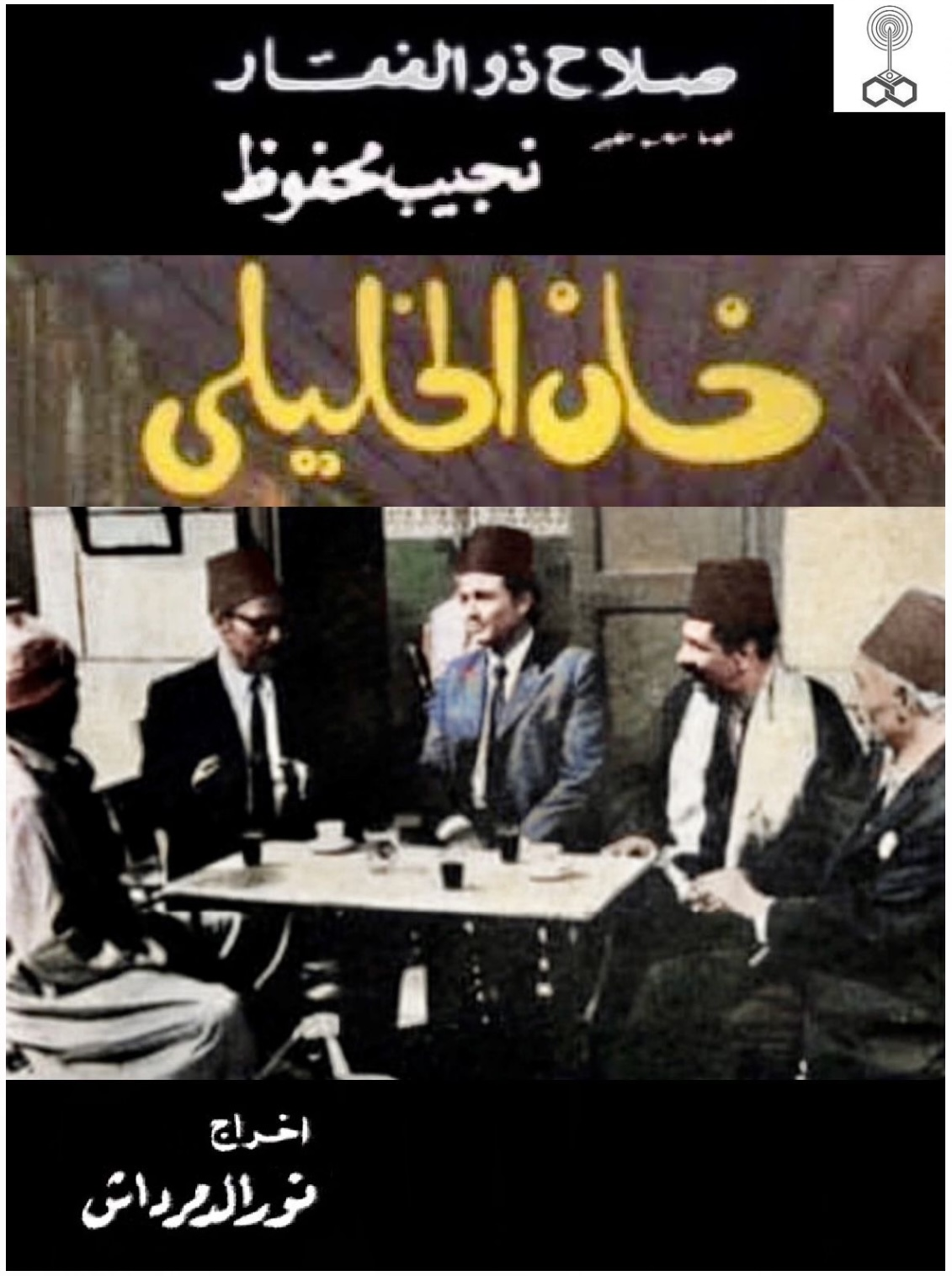
ملصق مسلسل خان الخليلي

خان الخليلي هي رواية للكاتب المصري نجيب محفوظ الحائز على جائزة نوبل للأدب سنة 1988،صدرت عن دار الشروق سنة 1945.واقتبس منها مسلسل تلفزيوني حمل نفس العنوان من إخراج نور الدمرداش وبطولة صلاح ذو الفقار .

## نبذة عن الرواية
تندرج ضمن التيار الواقعي في الأدب تتحدث عن (أحمد أفندي عاكف) الذي اضطر أن يقطع تعليمه ويتوظف حتى يرعى أسرته بعدما تم فصل أبيه من العمل.وكانت الأسرة تسكن في حي السكاكيني، حتى اشتدت الحرب العالمية الثانية وكثرت الغارات، فاضطرت الأسرة للانتقال إلى حي خان الخليلي حيث أحب أحمد أفندي الكهل-كان في الأربعينيات- جارته الجميلة نوال ابنة الستة عشر عاماً.ثم يعود أخوه (رشدي) من أسيوط حيث كان يعمل في فرع بنك مصر هناك، وينتقل إلى القاهرة ويحب رشدي نوال وتحبه هي أيضاً،لكن استهتار رشدي بصحته ومداومته على السهر والقمار وشرب الخمر يؤدي لاصابته بالسل ويموت في آخر الرواية. وتنتقل الأسرة إلى مكان آخر تاركة (خان الخليلي)!

## شخصيات الرواية
أحمد أفندي عاكف: البطل الرئيسي، موظف حكومي في الأربعين من عمره، يعيش حياة رتيبة ويعاني من شعور بالنقص والخذلان. يُحب جارته نوال، لكنه لا يملك الجرأة للتعبير عن مشاعره.
نوال: فتاة جميلة تبلغ من العمر 16 عامًا، تسكن بجوار أحمد، وتصبح محور اهتمامه العاطفي، لكنها تميل لاحقًا نحو أخيه رشدي.
رشدي: الأخ الأصغر لأحمد، شاب مستهتر يعمل في بنك مصر، يحب نوال ويخطف قلبها، لكنه يُصاب بالسل ويموت في نهاية الرواية.
أحمد راشد: محامٍ مثقف، يؤمن بالاشتراكية والمادية، يُثير في أحمد شعورًا بالضآلة الفكرية.
المعلم نونو: أحد روّاد مقهى الزهرة، يُمثل الشخصية الشعبية التي تُضفي طابعًا واقعيًا على الحي.
أسرة أحمد: تشمل والده المتقاعد ووالدته، ويُجسّدون عبء المسؤولية الذي يحمله أحمد.

## اقتباسات من الرواية
- الكتب تهيء للإنسان الحياة التي يهواها.
- "كان يعرف أشياء وأشياء ولكنه لم يتقن شيئًا أبدًا، ولم يتعود عقله التفكير مطلقًا، ولكن كانت الكتب تفكر له."
- إن سعادتنا بأحبائنا اليوم مرهونة بالدموع التي نسكبها على فراقهم غداً.
- الحياة مأساة والدنيا مسرح ممل، ومن العجب أن الرواية مفجعة ولكن الممثلين مهرجون، ومن العجب أن المغزى محزن، لا لأنه محزن في ذاته ولكن لأنه أريد به الجد فأحدث الهزل، ولما كنا لا نستطيع في الغالب أن نضحك من إخفاق آمالنا فإننا نبكي عليها فتخدعنا الدموع عن الحقيقة، ونتوهم أن الرواية مأساة والحقيقة مهزلة كبرى!
- المرض لا يمحو الحب.
- "أنه يحب النساء حب كهل محروم، ويخافهن خوف غرير خجول، ويمقتهن مقت عاجز بائس." "أبشع شيء في هذه الدنيا جفاء صديق بغير ذنب."

أسلوب نجيب محفوظ الروائي يتميز بالواقعية والوضوح، ويعتمد على تصوير الحياة اليومية للمجتمع المصري بطريقة دقيقة وبعيدة عن الزخرفة اللغوية أو المبالغة.يكتب محفوظ باللغة العربية الفصحى، لكنه يوظف أحيانًا تعبيرات من العامية المصرية بشكل محدود يخدم السياق دون أن يطغى على الطابع الأدبي للنص. يستخدم أسلوبًا سرديًا تقليديًا، غالبًا بضمير الغائب، ويُركّز على تطور الشخصيات وتفاعلاتها مع البيئة الاجتماعية والسياسية المحيطة بها.تتسم رواياته بالبساطة في البناء، لكنها تحمل عمقًا فكريًا وفلسفيًا، حيث يعالج قضايا مثل الحرية، العدالة، الهوية، والدين من خلال شخصيات واقعية تعيش في أحياء القاهرة. كما يوظف الرمزية دون أن يبتعد عن الطابع الواقعي العام.الزمن في رواياته يتدرج بشكل خطي في معظم الأحيان، لكنه يستخدم أحيانًا تقنيات مثل الاسترجاع أو التداخل الزمني لإبراز التحولات النفسية والاجتماعية للشخصيات. الحوار عنده أداة رئيسية لكشف دوافع الشخصيات وتقديم رؤى متعددة حول القضايا المطروحة.

## وصلات خارجية
- آراء القراء حول رواية خان الخليلي  على موقع أبجد